# Фиеско
Фиеско (итал. Fiesco) — коммуна в Италии, располагается в регионе Ломбардия, в провинции Кремона.
Население составляет 861 человек (2008 г.), плотность населения составляет 108 чел./км². Занимает площадь 8 км². Почтовый индекс — 26010. Телефонный код — 0374.
Покровителем коммуны почитается святой Прокопий Кесарийский, празднование 8 июля.

## Демография
Динамика населения:

## Администрация коммуны
- Официальный сайт: https://web.archive.org/web/20091012182407/http://www.comunefiesco.it/